# Никола Гулан
Никола Гулан (Београд, 23. март 1989) српски је фудбалер.

## Клупска каријера
Гулан је прошао млађе категорије београдског Партизана. За први тим црно-белих дебитовао је 14. децембра 2006, на гостовању Глазгов Ренџерсима у групној фази Купа УЕФА. Партизан је поражен резултатом 1 : 0, а Гулан је на терен ушао у 89. минуту уместо Ненада Миросављевића. Први професионални уговор са Партизаном потписао је у јануару 2007. године. Током пролећног дела сезоне 2006/07. заиграо је и у Суперлиги Србије. Дебитантски наступ у Суперлиги је имао на утакмици са Земуном. Забележио је укупно девет првенствених наступа током пролећа 2007.
У јуну 2007. године потписао је петогодишњи уговор са Фиорентином. Није добио прилику да дебитује за Фиорентину током првог дела сезоне 2007/08, па је у јануару 2008. прослеђен на четворомесечну позајмицу у Сампдорију. За Сампдорију није одиграо ни минут, а само једном је био на клупи за резервне играче, 22. марта, на првенственој утакмици са Каљаријем. По истеку позајмице се вратио у Фиорентину, али и даље није добијао шансу, па је почетком фебруара 2009. отишао на позајмицу у немачког друголигаша Минхен 1860. Након полусезоне у Минхену, Гулан је августа 2009. позајмљен Емполију. У дресу Емполија наступио је на 25 утакмица у Серији Б.
Лета 2010. године се вратио у Фиорентину. Коначно је дебитовао за овај клуб у септембру 2010, и то тек пошто је на клупу Фиорентине сео српски тренер Синиша Михајловић. Током сезоне 2010/11. забележио је шест наступа у Серији А, као и још три у Купу Италије. У наредној сезони поново није добио прилику да игра, па је у јануару 2012. прослеђен на позајмицу у Кјево до краја сезоне. Сезону 2012/13. провео је у Модени.
У јуну 2013. године вратио се у Партизан, потписавши двогодишњи уговор са клубом. Током сезоне 2013/14. забележио је укупно 14 наступа за Партизан, од чега 10 у Суперлиги Србије и по два у квалификацијама за Лигу шампиона и Купу Србије. Почео је и наредну 2014/15. сезону у клубу, забележио још два наступа у Суперлиги, да би крајем августа 2014. споразумно раскинуо уговор са Партизаном како би прешао у шпанског друголигаша Мајорку.
Једну сезону је играо за Мајорку, након чега је четири године носио дрес белгијског Мускрона. Сезону 2019/20. провео је у израелској Хапоел Хаифи. У октобру 2020. године потписао је за шведски Хекен. За Хекен је наступио на четири утакмице, након чега је крајем 2020. године, по истеку уговора, напустио клуб. У јануару 2022. потписао је за малтешког премијерлигаша Балзан. У септембру 2022. вратио се у српски фудбал и потписао уговор са Радничким из Новог Београда, чланом Прве лиге Србије. Годину дана касније прешао је у Колубару.

## Репрезентација
Гулан је наступао за младу репрезентацију Србије од 2007. до 2010. године. Био је у саставу младе репрезентације на Европском првенству 2009. у Шведској, али није улазио у игру.
Нашао се и на коначном списку селектора олимпијске репрезентације Србије, Мирослава Ђукића, за Олимпијске игре 2008. у Пекингу. Србија је такмичење на олимпијском турниру завршила у групној фази, након што је из три меча имала два пораза и један нерешен резултат, а Гулан је наступио на све три утакмице.